# 科貢
科貢一译卡干或卡甘，是烏茲別克的城市，1935年之前称为新布哈拉（Yangi Buxoro，Новая Бухара）。由布哈拉州負責管轄，同时也是同名的卡甘区首府，位於該國南部，距離首府布哈拉约10公里。海拔高度225米，是該地區的主要交通樞紐，2021年人口62300人。

## 历史
俄罗斯帝国征服中亚之后，在中亚建设外里海铁路（后称中亚铁路）以将其与帝国中心连接起来。1888年，布哈拉至撒马尔罕段铁路线建成，在布哈拉西南约12公里处设新布哈拉站，围绕铁路周边形成了一个定居点。此后该地逐渐发展起来，成为了俄国控制布哈拉埃米尔国的根据地，设有专责管理俄-布关系的机构。

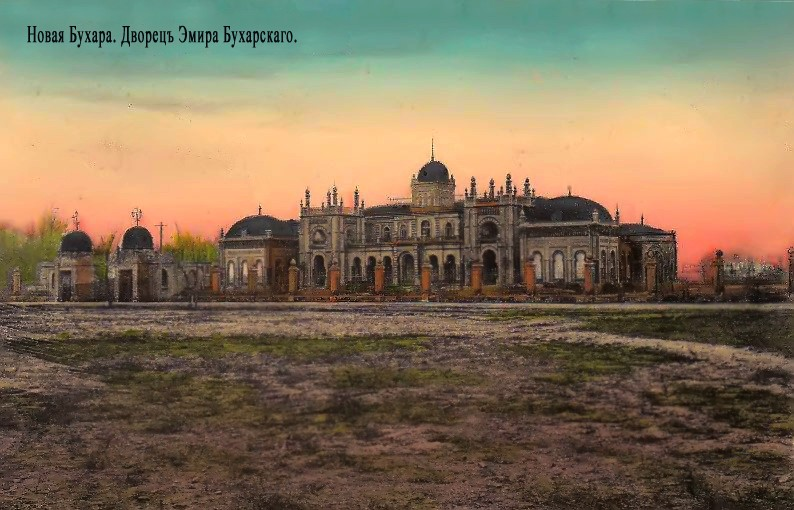
新布哈拉的埃米尔宫殿，19世纪

1895年，阿卜杜·阿哈德汗下令在此地建设一座新宫殿以迎接俄罗斯沙皇。
1918年俄国内战期间，塔什干苏维埃与青年布哈拉人试图赶走埃米尔穆罕默德·阿里木，最终失败，该事件的中心即在新布哈拉，史称科列索夫事件。1920年，米哈伊尔·伏龙芝领导进行的的布哈拉行动中，红军一方首先突袭新布哈拉，之后再进军攻克了布哈拉老城，最终成功推翻布哈拉埃米尔。
1935年，新布哈拉改称为卡干（Kagan），乌兹别克语为科贡（Kogon）。